# 荒牧重雄
荒牧 重雄（あらまき しげお、1930年9月9日 - ）は、日本の地球科学者。東京大学名誉教授。“pyroclastic flow” という用語に対し火山砕屑流（火砕流）という訳語をあてた。日本における火山学の第一人者。英文学者の荒牧鉄雄は父。

## 経歴
- 1957年 - 東京大学理学部助手
- 1957年 - フルブライト奨学生としてペンシルバニア州立大学留学
- 1961年 - 理学博士 (Geology of Asama volcano)
- 1965年 - 東京大学地震研究所助教授
- 1965年 - ペンシルバニア州立大学客員研究員
- 1975年 - 東京大学地震研究所教授
- 1991年 - 東京大学名誉教授
- 1991年 - 北海道大学理学部教授
- 1994年 - 日本大学文理学部教授
- 2001年 - 日本大学文理学部非常勤講師
- 2004年 - 山梨県富士山科学研究所所長
- 2014年 - 山梨県富士山科学研究所名誉顧問

## 社会的活動
- 1986年 - 1988年: 日本火山学会会長[2]
- 1988年 - 1991年: 国際火山学及び地球内部化学協会会長[2]
- 1995年 - 2000年: 日本学術会議会員[2]

## 受賞
- 1973年 - 日本地質学会賞[3]
- 2003年 - 防災功労者防災担当大臣表彰（平成15年度）[3]
- 2004年 - 防災功労者総理大臣表彰（平成16年度）[3]
- 2008年 - 日本火山学会賞[3]
- 2007年 - 赤木賞（全国治水砂防協会）[4]
- 2013年 - クラフト・メダル[5]

## 研究内容
主要な研究分野は火山岩石学、火山地質学。1961年 “Geology of Asama Volcano” により学位を取得。浅間山、熊野酸性火山岩類に始まり国内外の多くの火山を研究対象としている。近年では富士山ハザードマップ検討委員会の委員長を務めた。

## 論文
- 荒牧重雄, 宇井忠英「阿多火砕流の14C年代 : 日本の第四紀層の14C年代 XXI」『地球科学』第1965巻第80号、地学団体研究会、1965年、37-38頁、doi:10.15080/agcjchikyukagaku.1965.80_37。
- 荒牧重雄「姶良カルデラ入戸火砕流の14C年代 : 日本の第四紀層の14C年代 XXII」『地球科学』第1965巻第80号、地学団体研究会、1965年、38頁、doi:10.15080/agcjchikyukagaku.1965.80_38。
- 荒牧重雄『カルデラ』 271巻、1997年。 NAID 10010003359。
- 荒牧重雄, 宇井忠英「阿多火砕流と阿多カルデラ」『地質学雑誌』第72巻第7号、日本地質学会、1966年、337-349頁、doi:10.5575/geosoc.72.337。
- 中村一明, 荒牧重雄, 村井勇「火山の噴火と堆積物の性質」『第四紀研究』第3巻第12号、日本第四紀学会、1963年、13-30頁、doi:10.4116/jaqua.3.13。
- 荒牧重雄, 羽田忍「熊野酸性火成岩類の中部および南部の地質」『地質学雑誌』第71巻第841号、日本地質学会、1965年、494-512頁、doi:10.5575/geosoc.71.494。
- 荒牧重雄「鹿児島県国分地域の地質と火砕流堆積物」『地質学雑誌』第75巻第8号、日本地質学会、1969年、425-442頁、doi:10.5575/geosoc.75.425。
- 荒牧重雄「Pyroclastic Flowの分類」『火山.第2集』第1巻第1号、日本火山学会、1957年、47-57頁、doi:10.18940/kazanc.1.1_47。
- 荒牧重雄、「噴火現象の分類とメカニズム」 『火山.第2集』 1975年 20巻 TOKUBE号 p.205-221, doi:10.18940/kazanc.20.TOKUBE_205, 日本火山学会
- 荒牧重雄「カルデラ学説に関するいくつかの問題」『火山.第2集』第14巻第2号、日本火山学会、1969年、55-76頁、doi:10.18940/kazanc.14.2_55。
- 佐藤和郎, 荒牧重雄, 佐藤純「浅間火山におけるγ線の放射能強度分布」『東京大學地震研究所彙報』第53巻第1号、1978年8月、295-304頁。
- 葉室和親, 荒牧重雄, 加賀美英雄, 藤岡換太郎「東伊豆沖海底火山群 : その1」『東京大學地震研究所彙報』第55巻第1号、1980年8月、259-297頁。
- 荒牧重雄, 「日本の火山と噴火災害」『関東学院大学人間環境研究所所報』 10号 2012-05, p.67-68, 関東学院大学人間環境研究所, ISSN 13489461